# 3-Chinuklidynobenzylan
3-Chinuklidynobenzylan, BZ – organiczny związek chemiczny używany w charakterze bojowego środka trującego z grupy fenyloglikolanów. Stosowany przez USA w wojnie w Wietnamie.
Oznaczenia wojskowe: NATO – BZ, Irak – Agent 15 (prawdopodobnie).

## Właściwości chemiczne
Rozpuszcza się w rozpuszczalnikach organicznych (np. DMSO, glikol propylenowy). Z kwasami tworzy sole o zbliżonej toksyczności, dobrze rozpuszczalne w wodzie. Hydrolizuje w roztworach alkalicznych. Jest odporny na podwyższoną temperaturę. Pozostaje przez długi czas w glebie i wodzie oraz na wielu powierzchniach.

## Działanie toksyczne
Objawy toksycznego działania występują po ok. 1 h i nasilając się trwają od kilku do kilkudziesięciu godzin, w zależności od wchłoniętej dawki. Są charakterystyczne dla wszystkich benzylanów i fenyloglikolanów. Początkowo są to: suchość w gardle, rozszerzenie źrenic, osłabienie mięśni i wzmożone tętno. Po ok. 1 h następuje rozstrój psychiczny. Intensywne halucynacje (wzrokowe, dotykowe i słuchowe) zupełnie wyłączają człowieka z otaczającej go rzeczywistości, powodując urojone złudzenia i wyobrażenia. Stan ten przypomina schizofrenię. Halucynacjom towarzyszą zaburzenia mowy, utrata zdolności koncentracji i orientacji w czasie i przestrzeni. Inhalacyjna dawka halucynogenna wynosi 2 mg dla człowieka. Inhalacyjna dawka obezwładniająca wynosi 110 mg/min·m³. Dawka śmiertelna jest bardzo wysoka (ok. 200 000 mg/min·m³) jednak BZ może być groźny dla dzieci, chorych (szczególnie na serce) i starszych osób w dużo mniejszych stężeniach.

## Zastosowanie
Odporność termiczna BZ pozwala stosować go w mieszankach termosublimacyjnych i amunicji chemicznej. Jego sole mogą być używane w charakterze dywersyjnych bojowych środków trujących.
Od 1961 był etatowym bojowym środkiem trującym armii amerykańskiej. Prawdopodobnie w okresie rządów Saddama Husajna był na wyposażeniu armii irackiej. Obecnie nie jest jednak stosowany na skalę masową, a wszystkie jego zapasy zostały ostatecznie zniszczone przez USA w roku 1990. Powodem tego była niepełna powtarzalność efektów działania, duża toksyczność i brak użyteczności taktycznej (rozpylanie w postaci aerozolu wykluczało element zaskoczenia).